# Astrobiofizică
Astrobiofizica este un domeniu de suprapunere dintre astrofizică și biofizică preocupat de influența fenomenelor astrofizice asupra vieții pe planeta Terra sau în general pe o planetă oarecare.